# Kendall Jagdeosingh
Kendall Jagdeosingh (Manzanilla, 30 maggio 1986) è un calciatore trinidadiano, attaccante svincolato.

## Carriera

### Club
Ha giocato nella prima divisione trinidadiana ed in quella thailandese.

### Nazionale
Ha partecipato al campionato nordamericano Under-20 del 2005. Tra il 2006 ed il 2012 ha giocato 11 partite in nazionale.

## Palmarès

### Club

#### Competizioni nazionali
- Campionato trinidadiano: 1

NE Stars: 2004
- USSF Division 2 Pro League: 1

P.R. Islanders: 2010

#### Competizioni internazionali
- Campionato per club CFU: 1

P.R. Islanders: 2010